# Isola Zapadnyj
L'isola Zapadnyj (in russo Остров Западный, ostrov Zapadnyj, in italiano "isola occidentale") è un'isola russa che fa parte dell'arcipelago di Severnaja Zemlja ed è bagnata dal mare di Kara.
Amministrativamente fa parte del distretto di Tajmyr del Territorio di Krasnojarsk, nel Distretto Federale Siberiano.

## Geografia
L'isola, insieme all'Isola Vostočnyj (1,4 km a est), fa parte delle isole Opasnye. È situata nella parte sud-occidentale dell'arcipelago, circa 50 km a sud dell'isola della Rivoluzione d'Ottobre, 45 km a ovest dell'isola Bolscevica e 25 km a sud-ovest delle isole Krasnoflotskie.
L'isola è piatta e ha una forma circolare con un diametro di circa 200–250 m e una superficie di 0,03 km².
Il mare lungo le coste raggiunge i 39 m di profondità, ma più in là scende oltre i 100 m. Essa è infatti la cima di una piccola dorsale sottomarina che sale ripida dalla piattaforma piana del mare di Kara. A causa di ciò, delle piccole dimensioni e della scarsa altezza sul livello del mare è considerata un rischio per la navigazione.

## Isole adiacenti
- Isola Vostočnyj (остров Восточный, ostrov Vostočnyj), 1,4 km a est.